# 燃えるV
『燃えるV』（もえるブイ）は、島本和彦による日本の漫画作品。
『週刊少年サンデー』（小学館）にて1986年6号から52号にかけて連載された。

## 概要
テニス漫画の体裁を取ってはいるが、ボクシング漫画的要素が目立つ異端作品。特に終盤は「相手にボールをぶつけ一撃で再起不能にする」必殺技を軸に試合が展開する。ほか、ボクサーそのものの選手や、リングにかけろを意識したと思われるシーンも見られる。一応、試合描写はおおむね公式ルールに当てはめて間違った内容ではない（打球の破壊力は現実離れしている）が、作者本人も「あの漫画はテニスなどしていない」と言い切っている。
ストーリー構成自体は典型的なスポ根展開そのもので、主人公の成長、ライバルとの因縁、三角関係などの配置は、他の島本作品と比較して特異なものではない。作者自身、テニス経験はなく、この作品は失敗作だと現在でも断言しているが、表面的な不条理さとスポ根的テーマ性の同居は、のちの島本的スポーツ漫画のプロトタイプともいえ、むしろ現在でも評価する向きは多い。
近年では、同じく破天荒なテニス描写で知られる『テニスの王子様』との関連で話題に上る事がある。

## 単行本
単行本は3種類が刊行されている。
少年サンデーコミックス版
出版社：小学館　全5巻
詳細：最初に刊行された単行本。
大幅な加筆修正がされており、連載時の原型をとどめていない部分も多い。
STコミックス版
出版社：大都社　全3巻
詳細：3巻の巻末に、没案としてマルチエンディングが収録された。うち後半の数ページは当時の原稿が紛失しており、刊行の際に描き下ろされている。
MF文庫版
出版社：メディアファクトリー社　全3巻
詳細：従来の単行本収録版ではなく、雑誌掲載時のものがそのまま収録されている。巻末に作者インタビュー収録。

## ストーリー
両親と生き別れ、育ての親と死別し、喰って行く金も帰る家もなく、助っ人稼業でその日暮らしをする少年・狭間武偉（はざま・ぶい）、またの名をビクトリー狭間。勝利のVを冠する男だ。彼は「勝ち続ける男」である父と再会するために、自らも勝利に対する異常な執着心を持って全てに対して勝ち続ける。そうやって勝ち上がっていけば、いつかは親父に会える―！敗北は、父へと繋がる唯一の道が断絶することを意味する。
そんな彼がある日、テニスというスポーツに出会う。おれの惚れたスポーツだ、親父がやっていないはずがない！という信念のもと、自分をテニスに開眼させた強面の男・赤十字とともに、狭間はテニス歴一週間にして県大会に出場することになる。はたして彼の父親は、キングス狭間を名乗り、ウィンブルドン王者を目指して戦う一流テニスプレーヤーであった。留学生との死闘、アメリカでの流浪、立ちはだかる仮面の男、そして父との再会。凄惨な過去を乗り越え、捜し求めた父をも踏み越え、今、武偉は勝利に向かって驀進する。

## 必殺技（順不同）
予告パッシング
狭間武偉の必殺技。
パッシングは通常、「ネット際に出てきたお調子者の脇をぶち抜く」技で、パッシングを打つというそぶりを見せないのが肝要である。そこであえて「そこにパッシング!」と指差し予告する。わかっていても打てない球速を持つ狭間ならではの自信。これは相手をかく乱してペースを乱す効果も持つ。真の実力を持つシャークとの戦いで、落ち着いた対処に敗れた。以来、この指差しモーションは相手の顔に向けられるという形で残る。
おじさん3番四千円
狭間武偉の必殺技。
シャークの必殺技、「垂直（バーチカル）ボンバー」を盗んだ技。全身のバネを総動員した凄まじいジャンプ力により、ボールに強烈な回転をかけたトップスピン・ロブ。ボールは勢いよく空中に上がり、ガクッと落ちて垂直にコートに突き刺さる。人食いサメとの死闘でこのジャンプ力を得たシャークに対して、狭間は幼少期に魚市場での競りを勝ち抜いた足腰で対抗。ついに本家の垂直ボンバーを同じくトップスピンで返し、シャークを破った。
スパイダー・ガッデム
赤十字風郎の必殺技。
ラケットを振りぬかずに止め、ボールをそのまま跳ね返す。頑健な腕力による、非常に重く勢いのあるフラット（無回転）ボール。その威力たるや相手の腕をへし折るほどである。ただし過度の使用は腕に無理な負担をかけるため禁物。狭間に向けて初めてお披露目されたときは、大量のボールをぶちまけてこの技と組み合わせることにより、ボールとボールが弾き合って軌道を読ませない複合技として登場した。ボートを沈めるほどの威力で、狭間はこの技の前に初めての敗北を味わいそうになった。
迎撃ビクトリースマッシュ
狭間武偉の必殺技。
アメリカでやっとの思いで食いつなぐ狭間の一撃必殺技。空腹でラリーを続ける体力がなく、相手を一撃で倒せる技を編み出した。相手がスマッシュを打つ前にすでに振りかぶり、打たれた打球をそのままストレートで相手の顔面に直撃させる。肉眼ではほぼ同時にしか見えないほどの球速でめり込む打球は、確実に相手を病院送りにしてしまう恐ろしい威力を秘める。この技はのちに謎の仮面の男－ザ・レッドクロスに奪われる。
攻撃ビクトリースマッシュ
狭間武偉の必殺技。
迎撃ビクトリーを超える技として、カップケーキを食いながら発案。不意にネット際にボールをドロップショットで落とし、それを受けに来た相手からの昇り球を相手の顔面向けて打ち落とす。狭間はこの技を以って父親を打ち破り踏み越える。仮面の男との最終決戦では、迎撃対攻撃のぶつかり合いが演じられた。

## エピソード
『週刊少年サンデー』昭和61年9号掲載分では、『陸軍中野予備校』の有川雄妻や『究極超人あ〜る』の西園寺まりい等、当時連載されていた他作品の女性キャラクターがゲストとして登場。これだけでは、パロディとしてよくある例であるが、『究極超人あ〜る』「お祓いをしようの巻」で西園寺が再登場した際、そのことを話すという漫画家同士の遊びが加えられている。同時に『究極超人あ〜る』では、審判・島本なる島本和彦をモデルにしたキャラクターが登場。なお、この審判・島本は、『炎の転校生』OVAに登場した解説者・島本に近いデザインとなっている。